# سیلو گرین
توماس دکارلو کالاوی (انگلیسی: Thomas DeCarlo Callaway؛ زادهٔ ۳۰ مهٔ ۱۹۷۴) که بیشتر با نام هنری‌اش سیلو گرین (و یا سی‌لو گرین) شناخته می‌شود، یک خواننده-ترانه‌سرا، رپر، تهیه‌کننده موسیقی، بازیگر و بازرگان اهل ایالات متحده آمریکا است.
از فیلم‌ها یا برنامه‌های تلویزیونی که وی در آن نقش داشته‌است می‌توان به هتل ترانسیلوانیا، بد ۲۵، دوباره شروع کن اشاره کرد.